# Municipio Capinota
Das Municipio Capinota ist ein Verwaltungsbezirk im Departamento Cochabamba im südamerikanischen Anden-Staat Bolivien.

## Lage im Nahraum
Das Municipio Capinota ist eines von drei Municipios der Provinz Capinota. Es grenzt im Nordwesten an die Provinz Quillacollo, im Westen an das Municipio Sicaya, im Südwesten an die Provinz Arque, im Südosten an das Departamento Potosí, im Westen an die Provinz Esteban Arce und im Norden an das Municipio Santiváñez.
Der zentrale Ort des Municipios ist Capinota mit 5264 Einwohnern (Volkszählung 2012) im nordwestlichen Teil des Municipios.

## Geographie
Das Municipio Capinota liegt in der bolivianischen Cordillera Central im Übergangsbereich zum bolivianischen Tiefland.
Die mittlere Durchschnittstemperatur der Region liegt bei etwa 20 °C (siehe Klimadiagramm Capinota) und schwankt nur unwesentlich zwischen 16 °C im Juni und Juli und gut 22 °C im November und Dezember. Der Jahresniederschlag beträgt etwa 550 mm und weist eine ausgeprägte Trockenzeit von April bis November mit Monatsniederschlägen von unter 10 mm, nur in der Feuchtezeit von Dezember bis März fallen bis zu 140 mm Monatsniederschlag.

## Bevölkerung
Die Einwohnerzahl des Municipios ist zwischen 1992 und 2024 um etwa ein Fünftel angestiegen:
| Jahr | Einwohner | Quelle       |
| ---- | --------- | ------------ |
| 1992 | 15.721    | Volkszählung |
| 2001 | 16.945    | Volkszählung |
| 2012 | 19.392    | Volkszählung |
| 2024 | 19.291    | Volkszählung |

Die Bevölkerungsdichte des Municipio bei der letzten Volkszählung aus dem Jahr 2024 betrug 35,7 Einwohner/km², der Anteil der städtischen Bevölkerung war 47,1 Prozent, die Lebenserwartung der Neugeborenen lag im Jahr 2001 bei 63,1 Jahren.
Der Alphabetisierungsgrad bei den über 19-Jährigen beträgt 68,7 Prozent, und zwar 82,7 Prozent bei Männern und 56,6 Prozent bei Frauen (2001).

## Politik
Ergebnis der Regionalwahlen (concejales del municipio) vom 4. April 2010:
| Wahlberechtigte |  | Stimmen | gültig |  | MAS-IPSP | MSM    |
| --------------- |  | ------- | ------ |  | -------- | ------ |
| 9.304           |  | 8.051   | 5.935  |  | 4.038    | 1.897  |
|                 |  | 86,5 %  | 73,7 % |  | 68,0 %   | 32,0 % |

Ergebnis der Regionalwahlen (elecciones de autoridades políticas) vom 7. März 2021:
| Wahl- berechtigte |  | Wahl- beteiligung | gültige Stimmen |  | MAS-IPSP | MTS     | SÚMATE  | UNIDOS.CBBA | C-A    | SOMOS  |
| ----------------- |  | ----------------- | --------------- |  | -------- | ------- | ------- | ----------- | ------ | ------ |
| 13.380            |  | 11.557            | 10.292          |  | 6.679    | 1.649   | 1.196   | 359         | 155    | 117    |
|                   |  | 86,38 %           | 89,05 %         |  | 64,90 %  | 16,02 % | 11,62 % | 3,49 %      | 1,51 % | 1,14 % |

## Gliederung
Das Municipio Capinota untergliederte sich bei der letzten Volkszählung von 2012 in die folgenden vier Kantone (cantones):
- 03-0701-01 Kanton Capinota – 39 Ortschaften – 16.814 Einwohner
- 03-0701-02 Kanton Villcabamba – 3 Ortschaften – 967 Einwohner
- 03-0701-03 Kanton Charamoco – 10 Ortschaften – 1.304 Einwohner
- 03-0701-04 Kanton Tokho Halla – 5 Ortschaften – 307 Einwohner

## Ortschaften im Municipio Capinota
- Kanton Capinota
  - Capinota 5264 Einw. – Irpa Irpa 3868 Einw. – Apillapampa 1180 Einw. – Sarcobamba 928 Einw. – Buen Retiro 844 Einw. – Yatamoco 811 Einw. – Irpa Irpa (Disperso) 568 Einw.

- Kanton Villcabamba
  - Hornoma 443 Einw. – Villcabamba 360 Einw.

- Kanton Charamoco
  - Charamoco 500 Einw.

- Kanton Thoko Halla
  - Tokohalla 92 Einw.